# Thurgauer Tagblatt

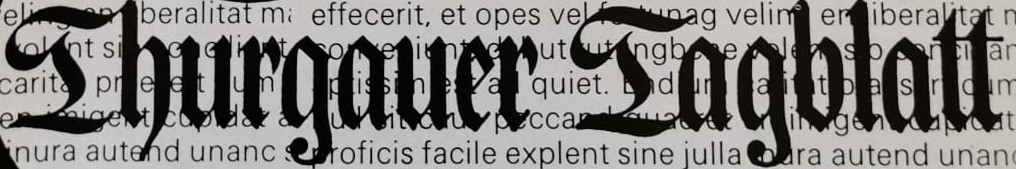
Titel-Schriftzug Thurgauer Tagblatt

Das Thurgauer Tagblatt war eine Schweizer Zeitung des Kantons Thurgau. 1885 erschien sie zum ersten Mal mit diesem Titel. Das Thurgauer Tagblatt hielt sich über 100 Jahre als eigenständiges Blatt. 2001 ging es gemeinsam mit dem Thurgauer Volksfreund und der Thurgauer Volkszeitung in der Thurgauer Zeitung auf.

## Geschichte
Das Thugauer Tagblatt folgte auf liberale beziehungsweise demokratische Zeitungen der Region. Bei den Vorläufern handelte es sich um Der Wächter (1831–1865), die Neue Thurgauer Zeitung (1866–1868) und die Thurgauer Volkszeitung (1867–1885). Die Erstausgabe des Wächters erschien am 1. Juli 1831 in Weinfelden bei J. K. Brenner. Von Beginn an ordnete sich der Wächter der Liberalen Partei zu und hielt seine liberal-radikale Tendenz durchgehend. Er erschien zweimal in der Woche. Ab 1845 war er Publikationsorgan des neuen freisinnigen Vereins, und sein Erscheinen wurde auf dreimal wöchentlich erhöht. 1865 übernahm J. J. Brugger die Zeitung, sie wurde zur Neuen Thurgauer Zeitung umbenannt. 1868 ging das Blatt an R. Bodmer, es erschien nun unter dem Titel Thurgauer Volkszeitung. 1875 änderte sich der inhaltliche Ton von politisch-aggressiv zu eher sachlich-informativ. Ab 1883 erschien die Zeitung täglich.
Der Wechsel zum Titel Thugauer Tagblatt erfolgte am 29. Juni 1885. Zu diesem Zeitpunkt war Hermann Gleditzsch (alternative Schreibweise: Gleditsch) seit 1882 Drucker und Verleger. 1889 kaufte Werner Schläpfer den Verlag, welchen er 1894 wiederum an ein Konsortium führender Demokraten verkaufte. 1897 wurde die Aktiengesellschaft Thurgauer Tagblatt durch das Konsortium gegründet. Während 40 Jahren (1890–1930) leitete Martin Vögelin die Redaktion. In dieser Zeit wurde das Thurgauer Tagblatt zum Organ der Demokratischen Partei (ab 1932 freisinnig), und es fand eine belebte politische Auseinandersetzung statt. 1932 wurde der Verlag an Werner Schläpfer junior verkauft, die Aktiengesellschaft löste sich auf. Um 1970 kooperierte das Thugauer Tagblatt mit dem Thurgauer Volksfreund und der Thugauer Volkszeitung. Es entstand eine Blütezeit, 1991 erreichte es eine Auflage von 7400 Exemplaren.
Bereits zu Beginn der 1990er-Jahre gab es in St. Gallen Interesse seitens des Tagblatts, die Thurgauer Zeitungen des Zeitungskonglomerats der Verleger-Familie Ruckstuhl aufzukaufen. Teil des Konglomerats waren die Thurgauer Volkszeitung, der Thurgauer Volksfreund, das Thurgauer Tagblatt, die Bischofszeller Nachrichten und die Bischofszeller Zeitung. Die damaligen Überlegungen zu einer einzigen Zeitung für den Thurgau oder gar die gesamte Ostschweiz wurden im Jahr 2000 beendet, denn zu diesem Zeitpunkt verkaufte der Verleger Paul Ruckstuhl seine Zeitungen an die Thurgauer Zeitung. Alle drei Titel wurden 2001 in die Thurgauer Zeitung integriert.
2005 lag ein Kooperationsvertrag zwischen der Thurgauer Zeitung und dem Tagblatt vor, und es wurde eine Nullnummer gedruckt, die nie erschien. Aufgrund von Druck durch Familienaktionäre wurde der vorliegende Vertrag nicht unterzeichnet, stattdessen wurde die Thurgauer Zeitung an Tamedia in Zürich verkauft, da diese Höchstbietende waren. Im Jahr 2010 kam es zu Veränderungen in der Thurgauer und der Zürcher Zeitungslandschaft. Die Thurgauer Zeitung ging von Tamedia an die FPH Freie Presse Holding, eine Tochterunternehmung der NZZ-Mediengruppe. Im Gegenzug kaufte Tamedia die Beteiligungen der NZZ an dem Zürcher Unterländer, der Zürichsee-Zeitung und dem Zürcher Oberländer. Die Thurgauer Zeitung wurde auf den 1. Januar 2011 in die Tagblatt Medien integriert. Es wurde damit Teil des führenden Zeitungsverbunds der Ostschweiz. Seit 2018 gehören die Tagblatt Medien zu CH Media.